# The Sirius Mystery
The Sirius Mystery là cuốn sách phi hư cấu của Robert K. G. Temple ủng hộ giả thuyết ngụy khoa học  về nhà du hành vũ trụ cổ rằng sinh vật thông minh ngoài hành tinh đã đến thăm Trái Đất và tiếp xúc với con người thời cổ đại và thời tiền sử. Ấn phẩm này được St. Martin's Press xuất bản lần đầu vào năm 1976. Tái bản lần thứ hai vào năm 1998 có tựa đề The Sirius Mystery: New Scientific Evidence of Alien Contact 5,000 Years Ago.

## Tổng quan
Cuốn sách đưa ra giả thuyết rằng người Dogon ở Mali, Tây Phi, bảo tồn truyền thống tiếp xúc với những sinh vật thông minh ngoài hành tinh đến từ chòm sao Sirius. Những sinh vật này được cho là đã truyền dạy nghệ thuật của nền văn minh cho con người, như lời khẳng định trong cuốn sách là nguồn gốc của định chế Pharaoh của Ai Cập, thần thoại của nền văn minh Hy Lạp và Sử thi Gilgamesh, cùng những thứ khác. Lý thuyết của Temple chủ yếu dựa trên cách giải thích của ông về công trình của các nhà dân tộc học Marcel Griaule và Germaine Dieterlen. Phần lớn đáng kể của cuốn The Sirius Mystery bao gồm tri thức so sánh về ngôn ngữ và thần thoại, chỉ ra những điểm tương đồng giữa tín ngưỡng và biểu tượng của người Dogon, Yoruba, Ai Cập và Sumer. Thần thoại và lời ăn tiếng nói của Hy Lạp và Ả Rập được coi là ở mức độ thấp hơn.
"Bí ẩn" trung tâm của cuốn sách là cách người Dogon được cho là đã nắm bắt kiến thức về Sirius B, ngôi sao lùn trắng đồng hành của Sirius A, không thể nhìn thấy bằng mắt thường. Sirius B được quan sát lần đầu tiên vào năm 1862 và từng được dự đoán vào năm 1844 trên cơ sở động lực học. Temple xem xét các khả năng thay thế ngoài sự tiếp xúc với người ngoài hành tinh, chẳng hạn như một nền văn minh rất cổ xưa, tân tiến và thất lạc, đứng sau sự xuất hiện đột ngột của nền văn minh tiến bộ ở cả Ai Cập và Sumer. Temple không lập luận rằng việc tiếp xúc với một nền văn minh tiên tiến là cách duy nhất mà người Dogon có thể có được những gì mà ông ấy hiểu là thông tin chính xác về Sirius B, nhưng ông chỉ ra rằng cá nhân ông thấy giả thuyết về sự tiếp xúc với người ngoài hành tinh có vẻ thuyết phục hơn.
Tuy vậy, có những nghi ngờ đặt ra về độ tin cậy trong công trình của Griaule và Dieterlen dựa trên cuốn The Sirius Mystery, và những lời giải thích thay thế đã được đề xuất. Noah Brosch đã giải thích trong cuốn sách Sirius Matters của mình rằng sự chuyển giao văn hóa có thể đã diễn ra giữa các nhà thiên văn học người Pháp ở thế kỷ 19 và các thành viên bộ tộc Dogon trong quá trình quan sát nhật thực vào ngày 16 tháng 4 năm 1893. Đoàn thám hiểm do Henri Deslandres dẫn đầu ở lại thực địa trong năm tuần, và điều hợp lý là trong suốt thời gian này đã diễn ra nhiều cuộc tiếp xúc với người dân địa phương, và kiến thức thiên văn tương đối hiện đại về sau được chuyển giao giữa hai bên. Những tuyên bố về kiến thức thiên văn của người Dogon cũng bị mang ra thách đố. Ví dụ, nhà nhân chủng học Walter Van Beek, người đã nghiên cứu người Dogon sau Griaule và Dieterlen, không tìm thấy bằng chứng nào cho thấy người Dogon coi Sirius là một ngôi sao đôi và/hoặc thiên văn học đặc biệt quan trọng trong hệ thống tín ngưỡng của họ. Những người khác, chẳng hạn như con gái của Marcel Griaule, Geneviève Calame-Griaule và một nhà nhân chủng học tên Luc de Heusch đã lên tiếng chỉ trích việc gạt bỏ Van Beek mang "tính chính trị" và đánh đố bằng "sự suy đoán không được kiểm soát", thể hiện sự thiếu hiểu biết chung về truyền thống bí truyền của người Dogon.

## Nhận xét về nội dung sách

### Ian Ridpath
Năm 1978, nhà thiên văn học Ian Ridpath có lời nhận xét, trong một bài báo trên tờ Skeptical Inquirer, "Toàn bộ truyền thuyết Dogon về Sirius và những người bạn đồng hành của nó đầy rẫy những điều mơ hồ, mâu thuẫn và sai lầm rõ ràng, ít nhất là nếu chúng ta cố gắng giải thích nó theo nghĩa đen". Ridpath tuyên bố rằng mặc dù thông tin mà người Dogon có thể thu được từ người châu Âu ở một mức độ nào đó giống với sự thật về Sirius, nhưng kiến thức ban đầu được cho là của người Dogon về ngôi sao này lại khác rất xa so với sự thật. Ridpath kết luận rằng bất kỳ thông tin nào giống với sự thật về Sirius có thể được xác định chắc chắn bằng cách kết hợp văn hóa. Nhiều nghiên cứu gần đây cho thấy rằng người kết hợp chính là Griaule.

### Carl Sagan
Nhà thiên văn học Carl Sagan từng đề cập đến vấn đề này trong cuốn sách của ông có nhan đề Broca's Brain (1979), nhận thấy các vấn đề trong giả thuyết của Temple. Lấy ví dụ, Sagan tin rằng vì người Dogon dường như không biết chút gì về một hành tinh nào khác ngoài Sao Thổ có các vành đai, do đó kiến thức của họ có nhiều khả năng bắt nguồn từ châu Âu chứ không phải ngoài Trái Đất.

### James Oberg
Nhà báo và người hoài nghi James Oberg đã thu thập những lời kể liên quan đến thần thoại Dogon trong cuốn sách năm 1982 của ông có nhan đề UFOs and Outer Space Mysteries. Theo lời Oberg, thông tin thiên văn của người Dogon giống với kiến thức và suy đoán của châu Âu vào cuối thập niên 1920, cho thấy rằng người Dogon chịu ảnh hưởng từ du khách châu Âu trước khi thần thoại của họ được ghi chép lại vào thập niên 1930. Oberg còn nói rằng Dogon không phải là một bộ tộc biệt lập và một thành viên có thể đã có được kiến thức về Sirius B khi ở nước ngoài rồi sau đó mới truyền lại cho bộ tộc mình. Tuy nhiên, Oberg thừa nhận rằng giả thuyết về việc tiếp thu kiến thức này gần đây là "hoàn toàn ngẫu nhiên" và không có cơ sở bằng chứng được ghi lại.

### Jason Colavito
Tác giả hoài nghi Jason Colavito coi cuốn The Sirius Mystery là một trong số các tác phẩm theo truyền thống về các ý tưởng phi hành gia cổ đại mà ông tin rằng cuối cùng được lấy cảm hứng từ Huyền tích Cthulhu của văn hào H. P. Lovecraft.

## Tuyên bố chưa được chứng minh
Một khía cạnh chưa được chứng minh về kiến thức của người Dogon theo như lời kể lại về hệ Sirius khẳng định rằng người Dogon biết về một ngôi sao khác trong hệ Sirius, Emme Ya, hoặc "lớn hơn Sirius B nhưng nhẹ hơn và mờ về độ lớn". Một nghiên cứu động lực học được công bố vào năm 1995, dựa trên những nhiễu loạn dị thường của Sirius B (gợi ý về việc ngôi sao bị ảnh hưởng bởi lực hấp dẫn của một thiên thể khác) đã kết luận rằng không thể loại trừ sự hiện diện của một ngôi sao thứ ba quay quanh Sirius. Một "ngôi sao thứ ba" rõ ràng được quan sát vào thập niên 1920 hiện được xác nhận là một vật thể nền, điều mà Holberg từng đề xuất trước đây vào năm 2007:
Benest và Duvent phát hiện ra rằng các quỹ đạo ổn định với thời gian lên tới sáu năm tồn tại xung quanh Sirius A. Không có quỹ đạo ổn định nào xung quanh Sirius B có khối lượng nhỏ hơn tồn tại quá ba năm. Do đó, nếu Sirius C tồn tại thì nó phải quay quanh Sirius A. Cũng có thể kết luận rằng một ngôi sao như vậy không thể chịu trách nhiệm cho hàng loạt vụ chứng kiến từ thập niên 1920, nó sẽ quá mờ và quá gần Sirius A từng được các nhà quan sát trực quan nhìn thấy.— J. B. Holberg

Nghiên cứu trước đây cũng kết luận rằng mặc dù không thể loại bỏ hoàn toàn hệ thống bộ ba đối với chòm sao Sirius, nhưng xác suất xảy ra khá thấp.
Cuốn sách của Temple và các cuộc tranh luận ngay sau khi nó được phát hành đã công khai sự tồn tại của bộ tộc Dogon giữa nhiều tín đồ New Age và những người ủng hộ giả thuyết phi hành gia cổ đại. Suy đoán về Dogon trên nhiều trang web hiện đang bị trộn lẫn với thực tế, dẫn đến sự hiểu lầm rộng rãi của công chúng về thần thoại Dogon. Tuy vậy, Temple đã tuyên bố trong lần tái bản The Sirius Mystery (1999) rằng ông không hề ủng hộ cái mà ông gọi là "giáo phái gây họa" vốn lấy cảm hứng từ cuốn sách của riêng mình.
Ông còn sử dụng ấn bản thứ hai của cuốn sách này để phàn nàn về điều mà ông cho đó là "sự thù địch cực độ và thâm độc đối với tôi của một số cơ quan an ninh, đặc biệt là cơ quan của Mỹ".